# Viola reichenbachiana
Viola reichenbachiana Jord. ex Boreau, 1857 è una specie appartenente alla famiglia delle Violacee, comunemente nota come viola silvestre.
La pianta prende il nome dal botanico Ludwig Reichenbach.

## Descrizione
La pianta può raggiungere un'altezza di circa 5–10 cm.

## Distribuzione e habitat
Il suo areale originario comprende quasi tutta l'Europa, parte dell'Asia occidentale (Turchia, Azerbaijan, Iran) e del Nord Africa (Marocco e Algeria).